# Liga mistrů UEFA 2019/2020
Sezóna Ligy mistrů UEFA 2019/20 byla 65. ročníkem nejprestižnější evropské klubové fotbalové soutěže a 28. od zavedení nového formátu a přejmenování z Poháru mistrů evropských zemí (PMEZ) na Ligu mistrů UEFA.
Obhájcem vítězství byl Liverpool. Finále se odehrálo kvůli koronaviru na Estádio da Luz v Lisabonu. Původně se mělo hrát v Istanbulu, kam bylo přesunuto finále v roce 2021. Vítězem se stal tým Bayern Mnichov, který ve finále porazil Paris Saint-Germain 1:0.
Vítěz Ligy mistrů UEFA 2019/20 se kvalifikoval do Superpoháru UEFA 2020, kde bude hrát proti vítězi Evropské ligy UEFA 2019/20 a zároveň se kvalifikoval na Mistrovství světa klubů 2020 v Kataru. Vítěz také byl automaticky nasazen do skupinové fáze Ligy mistrů UEFA 2020/21. Díky tomu, že si Bayern zajistil místo ze své domácí ligy, místo ve skupinové fázi bylo předáno zástupci Nizozemska (Ajax jako 1. tým nedohrané Eredivisie 2019/20 bez uděleného titulul), které bylo na 11. místě v žebříčku pro příští ročník.
Poprvé v historii byl použit systém VAR již od 4. předkola.

## Účastnická místa
Celkem 79 týmů z 54 členských zemí UEFA (výjimkou je Lichtenštejnsko, které nemá žádnou vlastní ligovou soutěž) se účastnilo Ligy mistrů UEFA 2019/20. Každá země měla přidělený počet míst podle koeficientů UEFA:
- Asociace na 1.-4. místě obdržely čtyři místa.
- Asociace na 5.-6. místě obdržely tři místa.
- Asociace na 7.-15. místě obdržely dvě místa.
- Asociace na 16.-55. místě (kromě Lichtenštejnska) obdržely jedno místo.
- Vítězové Ligy mistrů UEFA 2018/19 a Evropské ligy UEFA 2018/19 jsou v soutěži oprávněni startovat, pokud se nekvalifikují do Ligy mistrů UEFA 2019/20 přes svou domácí ligu.

### Žebříček UEFA
Účastnická místa pro Ligu mistrů UEFA 2019/20 byla rozdělena podle koeficientu UEFA, do kterého byly započteny výsledky klubů dané země v evropských pohárových soutěžích od sezóny 2013/14 do sezóny 2017/18 včetně.
| #  | Asociace    | Koef.   | Týmy |
| -- | ----------- | ------- | ---- |
| 1  | Španělsko   | 106.998 | 4    |
| 2  | Anglie      | 79.605  | 4    |
| 3  | Itálie      | 76.249  | 4    |
| 4  | Německo     | 71.427  | 4    |
| 5  | Francie     | 56.415  | 3    |
| 6  | Rusko       | 53.382  | 3    |
| 7  | Portugalsko | 47.248  | 2    |
| 8  | Ukrajina    | 41.133  | 2    |
| 9  | Belgie      | 38.500  | 2    |
| 10 | Turecko     | 35.800  | 2    |
| 11 | Rakousko    | 32.850  | 2    |
| 12 | Švýcarsko   | 30.200  | 2    |
| 13 | Česko       | 30.175  | 2    |
| 14 | Nizozemsko  | 29.749  | 2    |
| 15 | Řecko       | 28.600  | 2    |
| 16 | Chorvatsko  | 26.000  | 1    |
| 17 | Dánsko      | 25.950  | 1    |
| 18 | Izrael      | 21.750  | 1    |
| 19 | Kypr        | 21.550  | 1    |

| #  | Asociace          | Koef.  | Týmy |
| -- | ----------------- | ------ | ---- |
| 20 | Rumunsko          | 20.450 | 1    |
| 21 | Polsko            | 20.125 | 1    |
| 22 | Švédsko           | 19.975 | 1    |
| 23 | Bulharsko         | 19.125 | 1    |
| 24 | Ázerbájdžán       | 19.125 | 1    |
| 25 | Srbsko            | 18.750 | 1    |
| 26 | Skotsko           | 18.625 | 1    |
| 27 | Bělorusko         | 18.625 | 1    |
| 28 | Kazachstán        | 18.125 | 1    |
| 29 | Norsko            | 17.425 | 1    |
| 30 | Slovinsko         | 14.250 | 1    |
| 31 | Lichtenštejnsko   | 13.000 | 0    |
| 32 | Slovensko         | 12.125 | 1    |
| 33 | Moldavsko         | 10.000 | 1    |
| 34 | Albánie           | 8.500  | 1    |
| 35 | Island            | 8.250  | 1    |
| 36 | Maďarsko          | 8.125  | 1    |
| 37 | Severní Makedonie | 7.500  | 1    |
| 38 | Finsko            | 6.900  | 1    |

| #  | Asociace            | Koef. | Týmy |
| -- | ------------------- | ----- | ---- |
| 39 | Irsko               | 6.700 | 1    |
| 40 | Bosna a Hercegovina | 6.625 | 1    |
| 41 | Lotyšsko            | 5.625 | 1    |
| 42 | Estonsko            | 5.500 | 1    |
| 43 | Litva               | 5.375 | 1    |
| 44 | Gruzie              | 5.000 | 1    |
| 45 | Černá Hora          | 5.000 | 1    |
| 46 | Arménie             | 4.875 | 1    |
| 47 | Malta               | 4.500 | 1    |
| 48 | Lucembursko         | 4.375 | 1    |
| 49 | Severní Irsko       | 4.250 | 1    |
| 50 | Wales               | 3.875 | 1    |
| 51 | Faerské ostrovy     | 3.750 | 1    |
| 52 | Gibraltar           | 3.000 | 1    |
| 53 | Andorra             | 1.331 | 1    |
| 54 | San Marino          | 0.499 | 1    |
| 55 | Kosovo              | 0.000 | 1    |

### Rozdělení týmů
|                           |                            | Týmy vstupující do tohoto kola | Týmy postupující z předchozího kola                               |
| ------------------------- | -------------------------- | --- | ----------------------------------------------------------------- |
| 0. předkolo (4 týmy)      | 0. předkolo (4 týmy)       | - 4 vítězové z asociací na 52.-55. místě |                                                                   |
| 1. předkolo (32 týmů)     | 1. předkolo (32 týmů)      | - 31 vítězů z asociací na 20.-51. místě (kromě Lichtenštejnska) | - 1 vítěz z 0. předkola                                           |
| 2. předkolo               | Mistrovská část (20 týmů)  | - 4 vítězové z asociací na 16.-19. místě | - 16 vítězů z 1. předkola                                         |
| 2. předkolo               | Nemistrovská část (4 týmy) | - 4 týmy ze 2. místa asociací na 12.-15. místě |                                                                   |
| 3. předkolo               | Mistrovská část (12 týmů)  | - 2 vítězové z asociací na 14.-15. místě | - 10 vítězů z 2. předkola MČ                                      |
| 3. předkolo               | Nemistrovská část (8 týmů) | - 5 týmů ze 2. místa asociací na 7.-11. místě - 1 tým ze 3. místa asociace na 6. místě                                                                                        | - 2 vítězové z 2. předkola NČ                                     |
| 4. předkolo               | Mistrovská část (8 týmů)   | - 2 vítězové z asociací na 12.-13. místě | - 6 vítězů z 3. předkola MČ                                       |
| 4. předkolo               | Nemistrovská část (4 týmy) | | - 4 vítězové z 3. předkola NČ                                     |
| Skupinová fáze (32 týmů)  | Skupinová fáze (32 týmů)   | - 11 vítězů z asociací na 1.-11. místě - 6 týmů ze 2. místa asociací na 1.-6. místě - 5 týmů ze 3. místa asociací na 1.-5. místě - 4 týmy ze 4. místa asociací na 1.-4. místě | - 4 vítězové z 4. předkola MČ - 2 vítězové z 4. předkola NČ       |
| Vyřazovací fáze (16 týmů) | Vyřazovací fáze (16 týmů)  | | - 8 vítězů základních skupin - 8 týmů z 2. míst základních skupin |

Změny do základního rozdělení počtu týmů v jednotlivých kolech byly závislé na tom, zda se vítěz předchozího ročníku Ligy mistrů UEFA a vítěz předchozího ročníku Evropské ligy UEFA kvalifikovali do hlavní soutěže ze svých domácích lig. Vítěz Ligy mistrů UEFA 2018/19 Liverpool i vítěz Evropské ligy UEFA 2018/19 Chelsea se z anglické Premier League kvalifikovali a jejich místa tak byla přerozdělena mezi další asociace:
- V základním rozdělení je vyhrazeno místo pro vítěze předchozího ročníku Ligy mistrů UEFA. Poté, co vítěz Ligy mistrů UEFA 2018/19 Liverpool vybojoval účastnické místo ze své ligy (2. místo v Premier League 2018/19), došlo k přerozdělení následovně:
  - Vítěz z asociace na 11. místě (Rakousko) se posunul ze 4. předkola do skupinové fáze.
  - Vítěz z asociace na 13. místě (Česko) se posunul z 3. do 4. předkola.
  - Vítěz z asociace na 15. místě (Řecko) se posunul z 2. do 3. předkola.
  - Vítězové z asociací na 18. a 19. místě (Izrael a Kypr) se posunuli z 1. do 2. předkola.
- V základním rozdělení je vyhrazeno místo pro vítěze předchozího ročníku Evropské ligy UEFA. Poté, co vítěz Evropské ligy UEFA 2018/19 Chelsea vybojoval účastnické místo ze své ligy (3. místo v Premier League 2018/19), došlo k přerozdělení následovně:
  - Tým z třetího místa z asociace na 5. místě (Francie) se posunul ze 4. předkola do skupinové fáze.
  - Týmy z druhých míst z asociací na 10. a 11. místě (Turecko a Rakousko) se posunuly z 2. do 3. předkola.

### Týmy
Týmy kvalifikované do Ligy mistrů UEFA 2019/20 seřazeny podle kol do kterých vstoupily. V závorkách ligové pozice z předchozí sezóny (LM: vítěz Ligy mistrů UEFA, EL: vítěz Evropské ligy UEFA).
| Skupinová fáze          | Skupinová fáze            | Skupinová fáze           | Skupinová fáze        |
| ----------------------- | ------------------------- | ------------------------ | --------------------- |
| Liverpool (2.) (LM)     | Tottenham Hotspur FC (4.) | RB Lipsko (3.)           | Benfica (1.)          |
| Chelsea (3.) (EL)       | Juventus (1.)             | Bayer Leverkusen (4.)    | Šachtar Doněck (1.)   |
| Barcelona (1.)          | Neapol (2.)               | Paris Saint-Germain (1.) | Genk (1.)             |
| Atlético Madrid (2.)    | Atalanta (3.)             | Lille (2.)               | Galatasaray (1.)      |
| Real Madrid (3.)        | Inter Milán (4.)          | Olympique Lyon (3.)      | RB Salzburg (1.)      |
| Valencia (4.)           | Bayern Mnichov (1.)       | Zenit Petrohrad (1.)     |                       |
| Manchester City (1.)    | Borussia Dortmund (2.)    | Lokomotiv Moskva (2.)    |                       |
| 4. předkolo             |                           |                          |                       |
| Mistrovská část         | Mistrovská část           | Nemistrovská část        | Nemistrovská část     |
| Young Boys (1.)         | Slavia Praha (1.)         |                          |                       |
| 3. předkolo             |                           |                          |                       |
| Mistrovská část         | Mistrovská část           | Nemistrovská část        | Nemistrovská část     |
| Ajax (1.)               | PAOK (1.)                 | Krasnodar (3.)           | Club Bruggy (2.)      |
|                         |                           | Porto (2.)               | Basaksehir (2.)       |
| Dynamo Kyjev (2.)       | LASK Linz (2.)            |                          |                       |
| 2. předkolo             |                           |                          |                       |
| Mistrovská část         | Mistrovská část           | Nemistrovská část        | Nemistrovská část     |
| Dinamo Záhřeb (1.)      | Maccabi Tel Aviv (1.)     | Basilej (2.)             | PSV Eindhoven (2.)    |
| Kodaň (1.)              | APOEL (1.)                | Viktoria Plzeň (2.)      | Olympiakos (2.)       |
| 1. předkolo             |                           |                          |                       |
| Kluž (1.)               | Astana (1.)               | Škendija (1.)            | Saburtalo (1.)        |
| Piast Gliwice (1.)      | Rosenborg (1.)            | HJK Helsinki (1.)        | Ararat-Armenia (1.)   |
| AIK Stockholm (1.)      | Maribor (1.)              | Dundalk (1.)             | Valletta (1.)         |
| Qarabag (1.)            | Slovan Bratislava (1.)    | Sarajevo (1.)            | F91 Dudelange (1.)    |
| Ludogorets Razgrad (1.) | Sheriff Tiraspol (1.)     | Riga (1.)                | Linfield (1.)         |
| Crvena Zvezda (1.)      | Partizani (1.)            | Nomme Kalju (1.)         | The New Saints (1.)   |
| Celtic (1.)             | Valur (1.)                | Suduva (1.)              | Havnar Bóltfelag (1.) |
| BATE Borisov (1.)       | Ferencváros (1.)          | Sutjeska (1.)            |                       |
| 0. předkolo             |                           |                          |                       |
| Lincoln Red Imps (1.)   | Santa Coloma (1.)         | Tre Penne (1.)           | Feronikeli (1.)       |

## Termíny
Termíny pro odehrání jednotlivých kol a jejich losování jsou uvedeny níže. Pokud není uvedeno jinak, los probíhal vždy v Nyonu, ve Švýcarsku, v sídle UEFA.
| Fáze            | Kolo        | Datum losování          | První zápasy                 | Druhé zápasy                |
| --------------- | ----------- | ----------------------- | ---------------------------- | --------------------------- |
| Kvalifikace     | 0. předkolo | 11. června 2019         | 25. června 2019 (semifinále) | 28. června 2019 (finále)    |
| Kvalifikace     | 1. předkolo | 18. června 2019         | 9-10. července 2019          | 16-17. července 2019        |
| Kvalifikace     | 2. předkolo | 19. června 2019         | 23-24. července 2019         | 30-31. července 2019        |
| Kvalifikace     | 3. předkolo | 22. července 2019       | 6-7. srpna 2019              | 13. srpna 2019              |
| Kvalifikace     | 4. předkolo | 5. srpna 2019           | 20-21. srpna 2019            | 27-28. srpna 2019           |
| Skupinová fáze  | 1. kolo     | 29. srpna 2019 (Monako) | 17-18. září 2019             | 17-18. září 2019            |
| Skupinová fáze  | 2. kolo     | 29. srpna 2019 (Monako) | 1-2. října 2019              | 1-2. října 2019             |
| Skupinová fáze  | 3. kolo     | 29. srpna 2019 (Monako) | 22-23. října 2019            | 22-23. října 2019           |
| Skupinová fáze  | 4. kolo     | 29. srpna 2019 (Monako) | 5-6. listopadu 2019          | 5-6. listopadu 2019         |
| Skupinová fáze  | 5. kolo     | 29. srpna 2019 (Monako) | 26-27. listopadu 2019        | 26-27. listopadu 2019       |
| Skupinová fáze  | 6. kolo     | 29. srpna 2019 (Monako) | 10-11. prosince 2019         | 10-11. prosince 2019        |
| Vyřazovací fáze | Osmifinále  | 16. prosince 2019       | 18-19. a 25-26. února 2020   | 10-11. a 17-18. března 2020 |
| Vyřazovací fáze | Čtvrtfinále | 20. března 2020         | 7-8. dubna 2020              | 14-15. dubna 2020           |
| Vyřazovací fáze | Semifinále  | 20. března 2020         | 28-29. dubna 2020            | 5-6. května 2020            |
| Vyřazovací fáze | Finále      | 20. března 2020         | 30. května 2020              | 30. května 2020             |

## Kvalifikace

### 0. předkolo
V 0. předkole byly týmy vítězů domácích lig z asociací na 52.-55. místě rozděleny na nasazené a nenasazené dle koeficientu UEFA. Poté byly nalosovány do jednozápasového semifinále a finále a vítěz finále postoupil do 1. předkola. Všechny poražené týmy se přesunuly do 2. předkola Evropské ligy UEFA 2019/20. Los proběhl 11. června 2019 a určilo se při něm obsazení semifinále a administrativní domácí týmy. Zápasy semifinále se odehrály 25. června, finále pak 28. června, všechny na stadionu Fadil Vokrri Stadium v Prištině, hlavním městě Kosova.
Semifinále
| Tým #1     | Výsledek | Tým #2           |
| ---------- | -------- | ---------------- |
| Feronikeli | 1:0      | Lincoln Red Imps |
| Tre Penne  | 0:1      | Santa Coloma     |

Finále
| Tým #1     | Výsledek | Tým #2       |
| ---------- | -------- | ------------ |
| Feronikeli | 2:1      | Santa Coloma |

### 1. předkolo
V 1. předkole byly týmy vítězů domácích lig z asociací na 20.-51. místě (kromě Lichtenštejnska) a vítěz 0. předkola rozděleny na nasazené a nenasazené dle koeficientu UEFA. Poté byly nalosovány do dvojzápasu hraného systémem doma-venku. Vítězové postoupili do 2. předkola a poražené týmy se přesunuly do 2. předkola Evropské ligy UEFA 2019/20, přičemž poražený tým z jednoho vylosovaného souboje (Sarajevo - Celtic) postoupil přímo do 3. předkola Evropské ligy UEFA 2019/20. Los proběhl 18. června 2019, první zápasy se odehrály 9. a 10. července, odvety pak 16. a 17. července.
| Domácí v 1. zápase | Celkem         | Hosté v 1. zápase  | 1. zápas | 2. zápas |
| ------------------ | -------------- | ------------------ | -------- | -------- |
| Nomme Kalju        | 2:2 (a)        | Škendija           | 0:1      | 2:1      |
| Suduva             | 1:2            | Crvena Zvezda      | 0:0      | 1:2      |
| Ararat-Armenia     | 3:4            | AIK Stockholm      | 2:1      | 1:3      |
| Astana             | 2:3            | Kluž               | 1:0      | 1:3      |
| Ferencváros        | 5:3            | Ludogorets Razgrad | 2:1      | 3:2      |
| Partizani          | 0:2            | Qarabag            | 0:0      | 0:2      |
| Slovan Bratislava  | 2:2 (2:3 pen.) | Sutjeska           | 1:1      | 1:1pp.   |
| Sarajevo           | 2:4            | Celtic             | 1:3      | 1:1      |
| Sheriff Tiraspol   | 3:4            | Saburtalo          | 0:3      | 3:1      |
| F91 Dudelange      | 3:3 (a)        | Valletta           | 2:2      | 1:1      |
| Linfield           | 0:6            | Rosenborg          | 0:2      | 0:4      |
| Valur              | 0:5            | Maribor            | 0:3      | 0:2      |
| Dundalk            | 0:0 (5:4 pen.) | Riga               | 0:0      | 0:0pp.   |
| The New Saints     | 3:2            | Feronikeli         | 2:2      | 1:0      |
| HJK Helsinki       | 5:2            | Havnar Bóltfelag   | 3:0      | 2:2      |
| BATE Borisov       | 3:2            | Piast Gliwice      | 1:1      | 2:1      |

### 2. předkolo
Ve 2. předkole byly týmy rozděleny do mistrovské a nemistrovské části a v obou částech poté ještě na nasazené a nenasazené dle koeficientu UEFA. Mistrovské části se zúčastnili vítězové z asociací na 16.-19. místě a vítězové 1. předkola; nemistrovské části se zúčastnily týmy z druhého místa asociací na 12.-15. místě. Týmy z obou částí byly poté nalosovány do dvojzápasu hraného systémem doma-venku. Vítězové postoupili do 3. předkola a poražené týmy se přesunuly do 3. předkola Evropské ligy UEFA 2019/20. Los proběhl 19. června 2019, první zápasy se odehrály 23. a 24. července, odvety pak 30. a 31. července.
Mistrovská část
| Domácí v 1. zápase | Celkem  | Hosté v 1. zápase | 1. zápas | 2. zápas |
| ------------------ | ------- | ----------------- | -------- | -------- |
| Kluž               | 3:2     | Maccabi Tel Aviv  | 1:0      | 2:2      |
| BATE Borisov       | 2:3     | Rosenborg         | 2:1      | 0:2      |
| The New Saints     | 0:3     | Kodaň             | 0:2      | 0:1      |
| Ferencváros        | 4:2     | Valletta          | 3:1      | 1:1      |
| Dundalk            | 1:4     | Qarabag           | 1:1      | 0:3      |
| Saburtalo          | 0:5     | Dinamo Záhřeb     | 0:2      | 0:3      |
| Celtic             | 7:0     | Nomme Kalju       | 5:0      | 2:0      |
| Crvena Zvezda      | 3:2     | HJK Helsinki      | 2:0      | 1:2      |
| Sutjeska           | 0:4     | APOEL             | 0:1      | 0:3      |
| Maribor            | 4:4 (a) | AIK Stockholm     | 2:1      | 2:3pp.   |

Nemistrovská část
| Domácí v 1. zápase | Celkem  | Hosté v 1. zápase | 1. zápas | 2. zápas |
| ------------------ | ------- | ----------------- | -------- | -------- |
| Viktoria Plzeň     | 0:4     | Olympiakos        | 0:0      | 0:4      |
| PSV Eindhoven      | 4:4 (a) | Basilej           | 3:2      | 1:2      |

### 3. předkolo
Ve 3. předkole byly týmy rozděleny do mistrovské a nemistrovské části a v obou částech poté ještě na nasazené a nenasazené dle koeficientu UEFA. Mistrovské části se zúčastnili vítězové z asociací na 14.-15. místě a vítězové mistrovské části 2. předkola; nemistrovské části se zúčastnily týmy z druhého místa asociací na 7.-11. místě, tým ze třetího místa asociace na 6. místě a vítězové nemistrovské části 2. předkola. Týmy z obou částí byly poté nalosovány do dvojzápasu hraného systémem doma-venku. Vítězové postoupili do 4. předkola, poražené týmy z mistrovské části se přesunuly do 4. předkola Evropské ligy UEFA 2019/20 a poražené týmy z nemistrovské části se přesunuly do skupinové fáze Evropské ligy UEFA 2019/20. Los proběhl 22. července 2019, první zápasy se odehrály 6. a 7. srpna, odvety pak 13. srpna.
Mistrovská část
| Domácí v 1. zápase | Celkem         | Hosté v 1. zápase | 1. zápas | 2. zápas |
| ------------------ | -------------- | ----------------- | -------- | -------- |
| Kluž               | 5:4            | Celtic            | 1:1      | 4:3      |
| APOEL              | 3:2            | Qarabag           | 1:2      | 2:0      |
| PAOK               | 4:5            | Ajax              | 2:2      | 2:3      |
| Dinamo Záhřeb      | 5:1            | Ferencváros       | 1:1      | 4:0      |
| Crvena Zvezda      | 2:2 (7:6 pen.) | Kodaň             | 1:1      | 1:1pp.   |
| Maribor            | 2:6            | Rosenborg         | 1:3      | 1:3      |

Nemistrovská část
| Domácí v 1. zápase | Celkem  | Hosté v 1. zápase | 1. zápas | 2. zápas |
| ------------------ | ------- | ----------------- | -------- | -------- |
| Basaksehir         | 0:3     | Olympiakos        | 0:1      | 0:2      |
| Krasnodar          | 3:3 (a) | Porto             | 0:1      | 3:2      |
| Club Bruggy        | 4:3     | Dynamo Kyjev      | 1:0      | 3:3      |
| Basilej            | 2:5     | LASK Linz         | 1:2      | 1:3      |

### 4. předkolo
Ve 4. předkole byly týmy rozděleny do mistrovské a nemistrovské části a v obou částech poté ještě na nasazené a nenasazené dle koeficientu UEFA. Mistrovské části se zúčastnili vítězové z asociací na 12.-13. místě a vítězové mistrovské části 3. předkola; nemistrovské části se zúčastnili vítězové nemistrovské části 3. předkola. Týmy z obou částí byly poté nalosovány do dvojzápasu hraného systémem doma-venku. Vítězové postoupili do skupinové fáze Ligy mistrů UEFA 2019/20 a poražené týmy se přesunuly do skupinové fáze Evropské ligy UEFA 2019/20. Los proběhl 5. srpna 2019, první zápasy se odehrály 20. a 21. srpna, odvety pak 27. a 28. srpna.
Mistrovská část
| Domácí v 1. zápase | Celkem  | Hosté v 1. zápase | 1. zápas | 2. zápas |
| ------------------ | ------- | ----------------- | -------- | -------- |
| Kluž               | 0:2     | Slavia Praha      | 0:1      | 0:1      |
| Dinamo Záhřeb      | 3:1     | Rosenborg         | 2:0      | 1:1      |
| Young Boys         | 3:3 (a) | Crvena Zvezda     | 2:2      | 1:1      |
| APOEL              | 0:2     | Ajax              | 0:0      | 0:2      |

Nemistrovská část
| Domácí v 1. zápase | Celkem | Hosté v 1. zápase | 1. zápas | 2. zápas |
| ------------------ | ------ | ----------------- | -------- | -------- |
| Olympiakos         | 6:1    | Krasnodar         | 4:0      | 2:1      |
| LASK Linz          | 1:3    | Club Bruggy       | 0:1      | 1:2      |

## Skupinová fáze
Skupinovou fázi Ligy mistrů UEFA 2019/20 hrálo 32 týmů. Vítězové z asociací na 1.-11. místě, týmy z druhých míst asociací na 1.-6. místě, týmy ze třetích míst asociací na 1.-5. místě, týmy ze čtvrtých míst asociací na 1.-4. místě, 4 vítězové mistrovské části kvalifikace a 2 vítězové nemistrovské části kvalifikace.
Los proběhl 29. srpna 2019 v Monaku. 32 týmů bylo nalosováno do 8 skupin po 4 týmech, přičemž v jedné skupině nemohlo být více klubů ze stejné země. Pro losování byly týmy rozděleny do 4 výkonnostních košů: v koši 1 byly vítězové předešlého ročníku Ligy mistrů UEFA a Evropské ligy UEFA a vítězové z asociací na 1.-6. místě, v koších 2,3 a 4 pak byly ostatní týmy seřazeny dle koeficientu UEFA.
V každé skupině se týmy utkaly každý s každým systémem doma-venku. Vítězové skupin a týmy na 2. místech postoupily do osmifinále Ligy mistrů UEFA 2019/20 a týmy na 3. místech postoupily do play-off Evropské ligy UEFA 2019/20. První zápasy se odehrály 17. a 18. září, poslední zápasy pak 10. a 11. prosince.
|  | Postup do osmifinále                          |
|  | Postup do play-off Evropské ligy UEFA 2019/20 |

### Skupina A
| Tým                 | Z | V | R | P | VG | OG | RS  | B  |
| ------------------- | - | - | - | - | -- | -- | --- | -- |
| Paris Saint-Germain | 6 | 5 | 1 | 0 | 17 | 2  | 15  | 16 |
| Real Madrid         | 6 | 3 | 2 | 1 | 14 | 8  | 6   | 11 |
| Club Bruggy         | 6 | 0 | 3 | 3 | 4  | 12 | -8  | 3  |
| Galatasaray         | 6 | 0 | 2 | 4 | 1  | 14 | -13 | 2  |

|                     | PSG | RMA | BRU | GAL |
| ------------------- | --- | --- | --- | --- |
| Paris Saint-Germain | •   | 3:0 | 1:0 | 5:0 |
| Real Madrid         | 2:2 | •   | 2:2 | 6:0 |
| Club Bruggy         | 0:5 | 1:3 | •   | 0:0 |
| Galatasaray         | 0:1 | 0:1 | 0:0 | •   |

### Skupina B
| Tým                  | Z | V | R | P | VG | OG | RS  | B  |
| -------------------- | - | - | - | - | -- | -- | --- | -- |
| Bayern Mnichov       | 6 | 6 | 0 | 0 | 24 | 5  | 19  | 18 |
| Tottenham Hotspur FC | 6 | 3 | 1 | 2 | 18 | 14 | 4   | 10 |
| Olympiakos           | 6 | 1 | 1 | 4 | 8  | 14 | -6  | 4  |
| Crvena Zvezda        | 6 | 1 | 0 | 5 | 3  | 20 | -17 | 3  |

|                   | BAY | TOT | OLY | CZV |
| ----------------- | --- | --- | --- | --- |
| Bayern Mnichov    | •   | 3:1 | 2:0 | 3:0 |
| Tottenham Hotspur | 2:7 | •   | 4:2 | 5:0 |
| Olympiakos        | 2:3 | 2:2 | •   | 1:0 |
| Crvena Zvezda     | 0:6 | 0:4 | 3:1 | •   |

### Skupina C
| Tým             | Z | V | R | P | VG | OG | RS | B  |
| --------------- | - | - | - | - | -- | -- | -- | -- |
| Manchester City | 6 | 4 | 2 | 0 | 16 | 4  | 12 | 14 |
| Atalanta        | 6 | 2 | 1 | 3 | 8  | 12 | -4 | 7  |
| Šachtar Doněck  | 6 | 1 | 3 | 2 | 8  | 13 | -5 | 6  |
| Dinamo Záhřeb   | 6 | 1 | 2 | 3 | 10 | 13 | -3 | 5  |

|                 | MCI | ATA | SAC | DIN |
| --------------- | --- | --- | --- | --- |
| Manchester City | •   | 5:1 | 1:1 | 2:0 |
| Atalanta        | 1:1 | •   | 1:2 | 2:0 |
| Šachtar Doněck  | 0:3 | 0:3 | •   | 2:2 |
| Dinamo Záhřeb   | 1:4 | 4:0 | 3:3 | •   |

### Skupina D
| Tým              | Z | V | R | P | VG | OG | RS | B  |
| ---------------- | - | - | - | - | -- | -- | -- | -- |
| Juventus         | 6 | 5 | 1 | 0 | 12 | 4  | 8  | 16 |
| Atlético Madrid  | 6 | 3 | 1 | 2 | 8  | 5  | 3  | 10 |
| Bayer Leverkusen | 6 | 2 | 0 | 4 | 5  | 9  | -4 | 6  |
| Lokomotiv Moskva | 6 | 1 | 0 | 5 | 4  | 11 | -7 | 3  |

|                  | JUV | ATL | LEV | LOK |
| ---------------- | --- | --- | --- | --- |
| Juventus         | •   | 1:0 | 3:0 | 2:1 |
| Atlético Madrid  | 2:2 | •   | 1:0 | 2:0 |
| Bayer Leverkusen | 0:2 | 2:1 | •   | 1:2 |
| Lokomotiv Moskva | 1:2 | 0:2 | 0:2 | •   |

### Skupina E
| Tým         | Z | V | R | P | VG | OG | RS  | B  |
| ----------- | - | - | - | - | -- | -- | --- | -- |
| Liverpool   | 6 | 4 | 1 | 1 | 13 | 8  | 5   | 13 |
| Neapol      | 6 | 3 | 3 | 0 | 11 | 4  | 7   | 12 |
| RB Salzburg | 6 | 2 | 1 | 3 | 16 | 13 | 3   | 7  |
| Genk        | 6 | 0 | 1 | 5 | 5  | 20 | -15 | 1  |

|             | LIV | NEA | SAL | GEN |
| ----------- | --- | --- | --- | --- |
| Liverpool   | •   | 1:1 | 4:3 | 2:1 |
| Neapol      | 2:0 | •   | 1:1 | 4:0 |
| RB Salzburg | 0:2 | 2:3 | •   | 6:2 |
| Genk        | 1:4 | 0:0 | 1:4 | •   |

### Skupina F
| Tým               | Z | V | R | P | VG | OG | RS | B  |
| ----------------- | - | - | - | - | -- | -- | -- | -- |
| Barcelona         | 6 | 4 | 2 | 0 | 9  | 4  | 5  | 14 |
| Borussia Dortmund | 6 | 3 | 1 | 2 | 8  | 8  | 0  | 10 |
| Inter Milán       | 6 | 2 | 1 | 3 | 10 | 9  | 1  | 7  |
| Slavia Praha      | 6 | 0 | 2 | 4 | 4  | 10 | -6 | 2  |

|                   | BAR | BVB | INT | SLA |
| ----------------- | --- | --- | --- | --- |
| Barcelona         | •   | 3:1 | 2:1 | 0:0 |
| Borussia Dortmund | 0:0 | •   | 3:2 | 2:1 |
| Inter Milán       | 1:2 | 2:0 | •   | 1:1 |
| Slavia Praha      | 1:2 | 0:2 | 1:3 | •   |

### Skupina G
| Tým             | Z | V | R | P | VG | OG | RS | B  |
| --------------- | - | - | - | - | -- | -- | -- | -- |
| RB Lipsko       | 6 | 3 | 2 | 1 | 10 | 8  | 2  | 11 |
| Olympique Lyon  | 6 | 2 | 2 | 2 | 9  | 8  | 1  | 8  |
| Benfica         | 6 | 2 | 1 | 3 | 10 | 11 | -1 | 7  |
| Zenit Petrohrad | 6 | 2 | 1 | 3 | 7  | 9  | -2 | 7  |

|                 | LIP | LYO | BEN | ZEN |
| --------------- | --- | --- | --- | --- |
| RB Lipsko       | •   | 0:2 | 2:2 | 2:1 |
| Olympique Lyon  | 2:2 | •   | 3:1 | 1:1 |
| Benfica         | 1:2 | 2:1 | •   | 3:0 |
| Zenit Petrohrad | 0:2 | 2:0 | 3:1 | •   |

Poznámky
- O umístění na 3. místě rozhodl rozdíl skóre ze vzájemných zápasů: Benfica +1, Zenit -1.

### Skupina H
| Tým      | Z | V | R | P | VG | OG | RS  | B  |
| -------- | - | - | - | - | -- | -- | --- | -- |
| Valencia | 6 | 3 | 2 | 1 | 9  | 7  | 2   | 11 |
| Chelsea  | 6 | 3 | 2 | 1 | 11 | 9  | 2   | 11 |
| Ajax     | 6 | 3 | 1 | 2 | 12 | 6  | 6   | 10 |
| Lille    | 6 | 0 | 1 | 5 | 4  | 14 | -10 | 1  |

|          | VAL | CHE | AJX | LIL |
| -------- | --- | --- | --- | --- |
| Valencia | •   | 2:2 | 0:3 | 4:1 |
| Chelsea  | 0:1 | •   | 4:4 | 2:1 |
| Ajax     | 0:1 | 0:1 | •   | 3:0 |
| Lille    | 1:1 | 1:2 | 0:2 | •   |

Poznámky
- O umístění na prvním místě rozhodl počet bodů ze vzájemných zápasů: Valencie 4, Chelsea 1.

## Vyřazovací fáze
Ve vyřazovací fázi jsou týmy nalosovány do dvojzápasů hraných systémem doma-venku, kromě finále hraného pouze na jeden zápas. Do osmifinále byli proti sobě nalosováni vítězové skupin a týmy z 2. míst, přičemž se proti sobě nemohou utkat týmy ze stejné skupiny nebo stejné země. Od čtvrtfinále již tato pravidla neplatí a mohou tak proti sobě hrát jakákoliv mužstva. Vyřazovací fáze začala losem 16. prosince 2019 a zápasy se měly původně odehrát od 18. února 2020 do 30. května 2020. Kvůli vlně koronaviru se 4 utkání osmifinále a zbytek turnaje odložil a odehrál se od 7. srpna 2020 do 23. srpna 2020. Čtvrtfinále a semifinále se odehrálo jen na jedno kolo bez odvety.

#### Kvalifikované týmy
| Skupina | Vítězové skupin (nasazené týmy) | 2. místo ve skupině (nenasazené týmy) |
| ------- | ------------------------------- | ------------------------------------- |
| A       | Paris Saint-Germain             | Real Madrid                           |
| B       | FC Bayern Mnichov               | Tottenham Hotspur FC                  |
| C       | Manchester City                 | Atalanta                              |
| D       | Juventus                        | Atlético Madrid                       |
| E       | Liverpool                       | Neapol                                |
| F       | Barcelona                       | Borussia Dortmund                     |
| G       | RB Lipsko                       | Olympique Lyon                        |
| H       | Valencia                        | Chelsea                               |

### Osmifinále
| Domácí v 1. zápase   | Celkem | Hosté v 1. zápase   | 1. zápas | 2. zápas |
| -------------------- | ------ | ------------------- | -------- | -------- |
| Borussia Dortmund    | 2 : 3  | Paris Saint-Germain | 2:1      | 0:2      |
| Atlético Madrid      | 4 : 2  | Liverpool           | 1:0      | 3:2      |
| Atalanta             | 8 : 4  | Valencia            | 4:1      | 4:3      |
| Tottenham Hotspur FC | 0 : 4  | RB Lipsko           | 0:1      | 0:3      |
| Chelsea              | 1 : 7  | Bayern Mnichov      | 0:3      | 1:4      |
| Neapol               | 2 : 4  | Barcelona           | 1:1      | 1:3      |
| Olympique Lyon       | 2 : 2  | Juventus            | 1:0      | 1:2      |
| Real Madrid          | 2 : 4  | Manchester City     | 1:2      | 1:2      |

### Čtvrtfinále
| Domácí          | Výsledek | Hosté           | Report |
| --------------- | -------- | --------------- | ------ |
| Atalanta        | 1:2      | PSG             | Zde    |
| RB Lipsko       | 2:1      | Atlético Madrid | Zde    |
| Barcelona       | 2:8      | Bayern Mnichov  | Zde    |
| Manchester City | 1:3      | Olympique Lyon  | Zde    |

### Semifinále
| Domácí         | Výsledek | Hosté          | Report |
| -------------- | -------- | -------------- | ------ |
| RB Lipsko      | 0:3      | PSG            | Zde    |
| Olympique Lyon | 0:3      | Bayern Mnichov | Zde    |

### Finále
| 23. srpna 2020 21:00 SELČ |        |                    |                                                                                 |
| PSG                       | 0-1    | Bayern Mnichov     | Estádio da Luz, Lisabon, Portugalsko diváci: 0 rozhodčí: Daniele Orsato, Itálie |
|                           | Report | Kingsley Coman 59' | Estádio da Luz, Lisabon, Portugalsko diváci: 0 rozhodčí: Daniele Orsato, Itálie |